# Isagoras venosus
Isagoras venosus är en insektsart som först beskrevs av Hermann Burmeister 1838.  Isagoras venosus ingår i släktet Isagoras och familjen Pseudophasmatidae. Inga underarter finns listade i Catalogue of Life.